# Borčany
Borčany (ungarisch Borcsány) ist eine Gemeinde im Westen der Slowakei mit 265 Einwohnern (Stand 31. Dezember 2024), die zum Okres Bánovce nad Bebravou, einem Teil des Trenčiansky kraj, gehört.

## Geographie
Die Gemeinde befindet sich im Nordteil des Hügellands Nitrianska pahorkatina am Unterlauf des Baches Višňové im Einzugsgebiet der Bebrava. Das Ortszentrum liegt auf einer Höhe von 190 m n.m. und ist zehn Kilometer von Bánovce nad Bebravou entfernt.
Nachbargemeinden sind Pečeňany im Osten, Rybany im Osten, Livinské Opatovce im Süden und Šišov im Westen.

## Geschichte

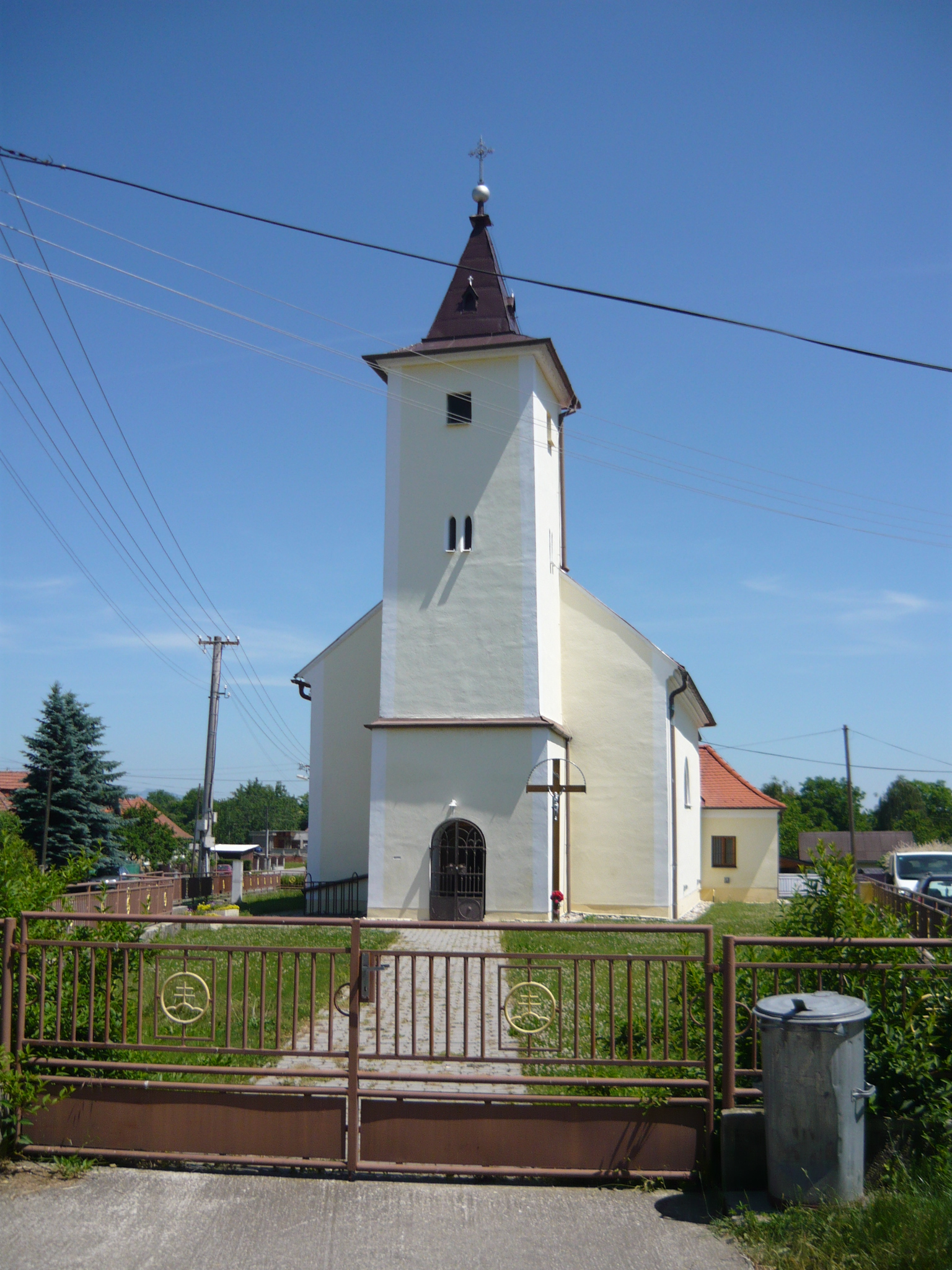
Kirche in Borčany

Borčany wurde zum ersten Mal 1113 als Borscan schriftlich erwähnt und gehörte zuerst als Besitz dem Bistum Neutra und später dem örtlichen Landadel. 1598 standen acht Häuser im Ort, 1874 hatte die Ortschaft 11 Häuser, 10 Familien und 103 Einwohner, 1828 zählte man 10 Häuser und 102 Einwohner, die als Landwirte beschäftigt waren. Bis 1892 teilte sich der Ort in die Ortsteile Malé Borčany (ungarisch Kisborcsány) und Veľké Borčany (ungarisch Nagyborcsány), die durch die Grenze zwischen den Komitaten Trentschin und Neutra getrennt waren.
Bis 1918 gehörte der im Komitat Trentschin liegende Ort zum Königreich Ungarn und kam danach zur Tschechoslowakei beziehungsweise heute Slowakei.
Von 1976 bis 1992 war Borčany Teil der Gemeinde Rybany.

## Bevölkerung
| Jahr                | 1994 | 2004    | 2014    | 2024    |
| ------------------- | ---- | ------- | ------- | ------- |
| Anzahl der Personen | 259  | 258     | 251     | 265     |
| Unterschied         |      | −0,38 % | −2,71 % | +5,57 % |

| Jahr                | 2023 | 2024    |
| ------------------- | ---- | ------- |
| Anzahl der Personen | 270  | 265     |
| Unterschied         |      | −1,85 % |

Nach der Volkszählung 2011 wohnten in Borčany 236 Einwohner, davon 218 Slowaken sowie jeweils ein Rom und Tscheche. 16 Einwohner machten keine Angabe zur Ethnie.
211 Einwohner bekannten sich zur römisch-katholischen Kirche sowie jeweils ein Einwohner zur Evangelischen Kirche A. B und zur griechisch-katholischen Kirche. Sechs Einwohner waren konfessionslos und bei 17 Einwohnern wurde die Konfession nicht ermittelt.

## Bauwerke und Denkmäler
- römisch-katholische Galluskirche (slowakisch Kostol sv. Havla) im frühgotischen Stil aus dem 13. Jahrhundert, 1850 und im 20. Jahrhundert mehrmals umgebaut